# Gisement de potasse-magnésium de Verkhnekamsk

Le gisement de potasse-magnésium de Verkhnekamsk est un gisement de sels de potasse et de magnésium situé dans le Kraï de Perm. Il est exploité industriellement depuis 1934.

## Emplacement
Le gisement est délimité au nord par le lac Nioukhti dans le district de Krasnovichersk et par le baissin de la rivière Iaïva au sud. La partie explorée du gisement couvre environ 140 kilomètres du nord au sud est, et environ 60 kilomètres d'ouest en est. Il est principalement situé sur la rive gauche de la rivière Kama. Les villes de Berezniki et Solikamsk se trouvent sur le gisement.

## Description
La surface du gisement est d'environ 3 500 kilomètres carrés. Les principaux sels exploitables sont le chlorure de sodium (halite, aussi appelé sel gemme), le potassium (sylvine), et le potassium-magnésium (carnallite). 
En 2001, les réserves de carnallite étaient estimées à 96,4 milliards de tonnes, de sylvinite à 113,2 milliards de tonnes, et de halite à 4 650 milliards de tonnes.

## Eléments de géologie
La région que recouvre actuellement le gisement se trouvait au fond de l'océan Téthys il y a environ 250 millions d'années, ce qui a contribué à la formation des sels de potassium et de magnésium.
Les gisements de sel et de potassium remontent à l'époque du Permien. Ils se distinguent par leur enfouissement souterrain et le fait qu'ils sont partout recouverts d'une épaisse couche de roches stériles, notamment calcaire, marne et argile, dont l'épaisseur va de 78 à 90 mètres (zone du puits 1, à la périphérie de Solikamsk) à 120 ou 150 mètres, voire 180 mètres,.  

## Hydrogéologie
Le gisement de potasse-magnésium de Verkhnekamsk est situé dans le bassin artésien de l'Oural, dont les principales sources d'alimentation à Prikamie sont le plateau d'Ufa, la chaîne de Timan et certains plis avancés de la chaîne ouralienne.On distingue trois régions hydrogéologiques sur le territoire de Prikamie: Oural, Pré-oural et Kama. La couche de sel du gisement, en réalité le mur d'une nappe souterraine, subdivise les eaux souterraines en deux étages hydogéologiques (subsalt et suprasalt).

## Histoire
Les premières salines sont exploitées autour de la rivière Ousolka au milieu du XVe siècle. Un sel comestible de haute qualité était extrait directement à travers des puits faits de troncs d'arbres évidés, dont il reste des exemples visibles dans les musées d'histoire de Berezniki, Solikamsk et Oussolié.
Les premières prospections scientifiques ont lieu au début du XXe siècle. Des forages effectués en 1911 confirment la présence d'un gisement de taille exceptionnelle, mais la survenue de la révolution et de la guerre civile retarde une exploration plus précise du sol.
Les travaux reprennent dans les années 1920, avec une expédition géologique menée sous la direction de Pavel Préobrajenski, professeur à l'Université de Perm. Dans la nuit du 5 au 6 octobre 1925, cette expédition découvre une couche de sels de potassium contenant 17,9% de KCI est découverte à une profondeur de 91,7 à 92,3 mètres. Sans le savoir, les géologues viennent de mettre au jour l'un des plus grands gisements de potasse-magnésium au monde.

## Développement industriel
L'exploitation industrielle du gisement démarre en 1934, avec la création de deux premiers combinats à Berezniki et Solikamsk, réunis en 1964 en une seule structure, l'unité de production Uralkali, à nouveau réorganisée en deux entreprises en 1983: Uralkali et Silvinit. Ces deux entreprises, transformées en sociétés par actions en 1992 continuent d'exploiter le gisement aujourd'hui.